# Grahovište
Grahovište (en serbe cyrillique : Граховиште) est un village de Bosnie-Herzégovine. Il est situé dans la municipalité de Vogošća, dans le canton de Sarajevo et dans la fédération de Bosnie-et-Herzégovine. Selon les premiers résultats du recensement bosnien de 2013, il compte 102 habitants.

## Géographie
Le village est situé dans les faubourgs nord de Sarajevo.

## Démographie

### Évolution historique de la population dans la localité
| 1948 | 1953 | 1961 | 1971 | 1981 | 1991 | 2013 |
| ---- | ---- | ---- | ---- | ---- | ---- | ---- |
| -    | -    | 146  | 237  | 137  | 153  | 102  |

|  |